# География на Парагвай
Парагвай е държава в централната част на Южна Америка, разположена между двете най-големи държави на континента – Бразилия и аржентина. Площта ѝ възлиза на 406 756 km² (60-о място в света), а населението към 1 януари 2020 г. – 7 300 000 души. Столица е град Асунсион.

## Географско положение, граници, големина
На северозапад Парагвай граничи с Боливия (дължина на границата – 769 km), на североизток и изток – с Бразилия (945 km), на югоизток, юг и югозапад – с Аржентина (1711 km). Общата дължина на сухоземните граници (в т.ч. речни) е 3425 km. Дължината ѝ от северозапад на югоизток е 1070 km, а ширината – от 275 до 550 km.
Крайни точки:
- крайна северна точка – 19°17′17″ ю. ш. 59°04′08″ з. д. / 19.288056° ю. ш. 59.068889° з. д., на границата с Боливия.
- крайна южна точка – 27°29′36″ ю. ш. 56°44′44″ з. д. / 27.493333° ю. ш. 56.745556° з. д., остров Ясирета в река Парана, на границата с Аржентина.
- крайна западна точка – 22°14′04″ ю. ш. 62°38′21″ з. д. / 22.234444° ю. ш. 62.639167° з. д., на границите с Боливия и Аржентина.
- крайна източна точка – 24°21′12″ ю. ш. 54°15′57″ з. д. / 24.353333° ю. ш. 54.265833° з. д., десен бряг на река Парана, на границата с Бразилия.

## Релеф, геоложки строеж, полезни изкопаеми
Централните части на Парагвай са заети от алувиалната низина на река Парагвай, пресичаща от север на юг цялата страна. В източните и югоизточните части навлизат крайните югозападни разклонения на Бразилската планинска земя, представена от т.нар. плато Парана с височина 300 – 600 m, като отделни възвишения по границата с Бразилия достигат до 699 m (връх Серо Перо). На северозапад са разположени равнините на географската област Гран Чако с височини на запад до 500 m. Най-ниската точка на страната е на 47 m н.в. и се намира на десния бряг на река Парана, при устието на река Парагвай.
Територията на страната е разположена в югозападната част на Бразилската платформа. Основната ѝ геоложка структура е синеклизата Парана, запълнена с палеозойски и долномезозойски морски и континентални седименти и кредни трапи (в източната част на страната). На запад е разположено тектонското пропадането Чако, изградено от палеозойски, долномезозойски и горнокайнозойски морски и континентални наслаги, имащи мощност до 5000 m на запад. Тези структури са разделени от меридионалното сводово издигане на докамбрийския фундамент. С докамбрийските скали са свързани малките находища на железни руди в Ибикуи.

## Климат, води, почви, растителност, животински свят
Климатът на Парагвай е тропичен. Средните юлски (зимни) температури са 17 – 19 °C, а средните януарски (летни) – 27 – 29 °C. От май до септември се наблюдават кратковременни захлаждания, предизвикани от нахлуването на хладни въздушни маси от юг. Годишната сума на валежите е от 2000 mm на изток до 700 – 1000 mm на запад, с максимум през лятото.
Речната мрежа на изток и в централните части е много гъста, като тук протичат плавателните реки Парана (4880* km) и Парагвай (2695* km) и техните многочислени притоци Рио Пилкомайо (1590* km), Тебикуари (360 km), Рио Верде (255 km) и др. Реките в тази част на страната се характеризират с повишено пролетно-лятно пълноводие. На северозапад, в Гран Чако, повърхностен отток почти липсва, и има множество малки, предимно засолени езера.
Влажните източни части на страната са заети от смесени (листопадни и вечнозелени) гори и храсти (в т.ч. парагвайския чай мате), развити върху червени фералитни почви. В централните части горите се смесват с високотревисти участъци върху ливадни почви, а на запад са разпространени редки гори с ценни видове дървета (кебрачо, гуаякан, алгаробо, чанияр и др.), развити върху кафеникаво-червени, на места засолени почви. Горите заемат 56% от територията на Парагвай. Покрай река Парагвай има обширни блата и заблатени участъци. Животинският свят на страната е много богат: тапири, пекари, мравояди, видри, водни свинчета, блатен елен, пума, броненосци, много видове птици и змии.